# Buerenia
Buerenia — рід грибів родини Protomycetaceae. Назва вперше опублікована 1975 року.

## Класифікація
До роду Buerenia відносять 4 види:
- Buerenia cicuta
- Buerenia cicutae
- Buerenia inundata
- Buerenia myrrhidendri